# Iglesias católicas orientales
Las Iglesias católicas orientales son las Iglesias cristianas de tradición oriental que reconocen la autoridad y primacía universal del papa —obispo de Roma— y están en plena comunión eclesiástica con él, por lo que forman parte de la Iglesia católica, que admite en su seno diversos ritos. De acuerdo a su número de fieles y desarrollo territorial e histórico, tienen diversos grados de organización y autonomía interna, conservando sus ritos particulares.
Algunos las llaman Iglesias uniatas, un término no preciso, ya que alude a uniones parciales con la Iglesia católica, pero no puede aplicarse a las Iglesias que siempre han estado en comunión con la Santa Sede. En la actualidad, el término subsiste entre los ortodoxos.[cita requerida]

## Origen

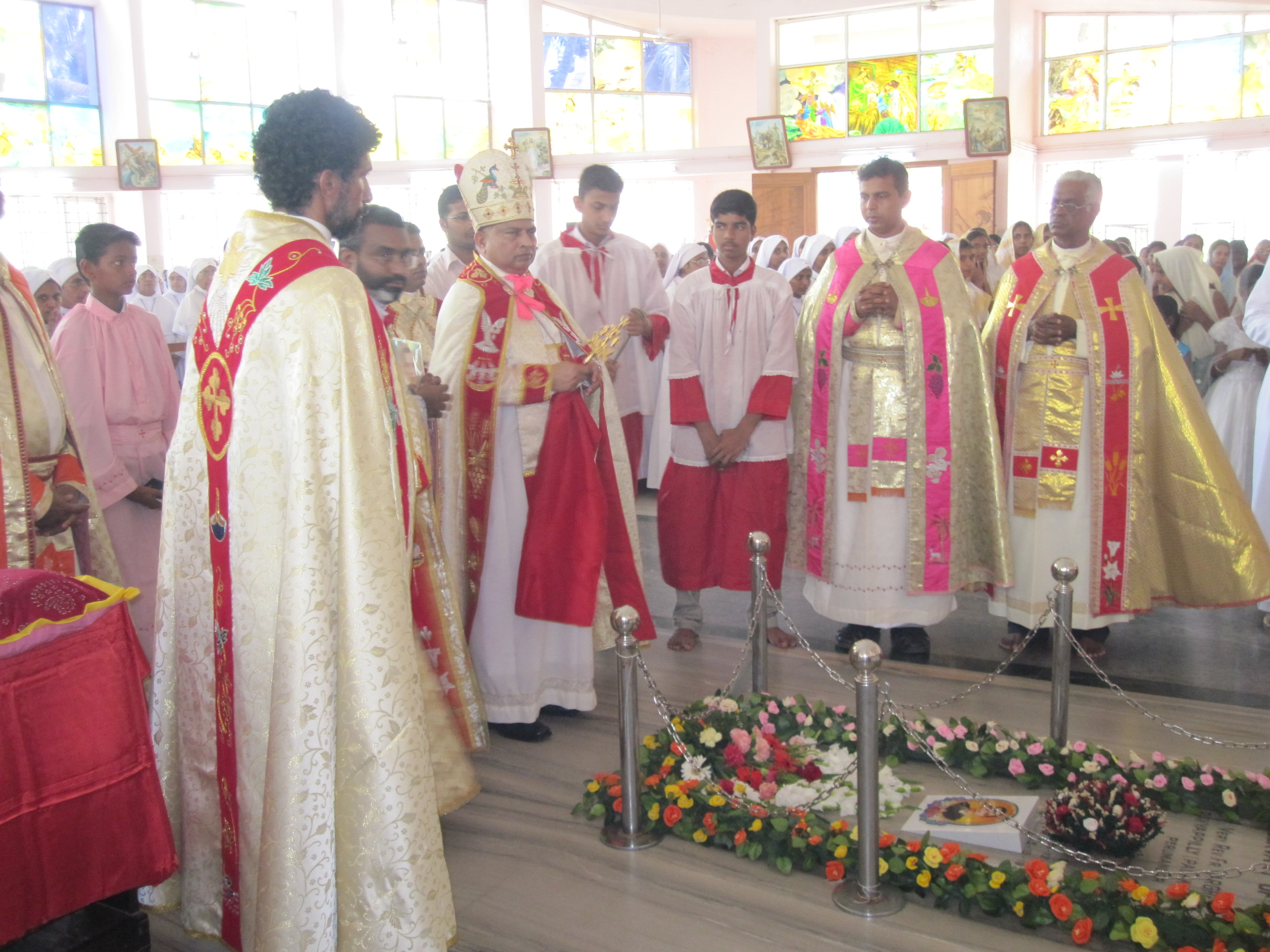
Un obispo católico oriental de la Iglesia siro-malabar

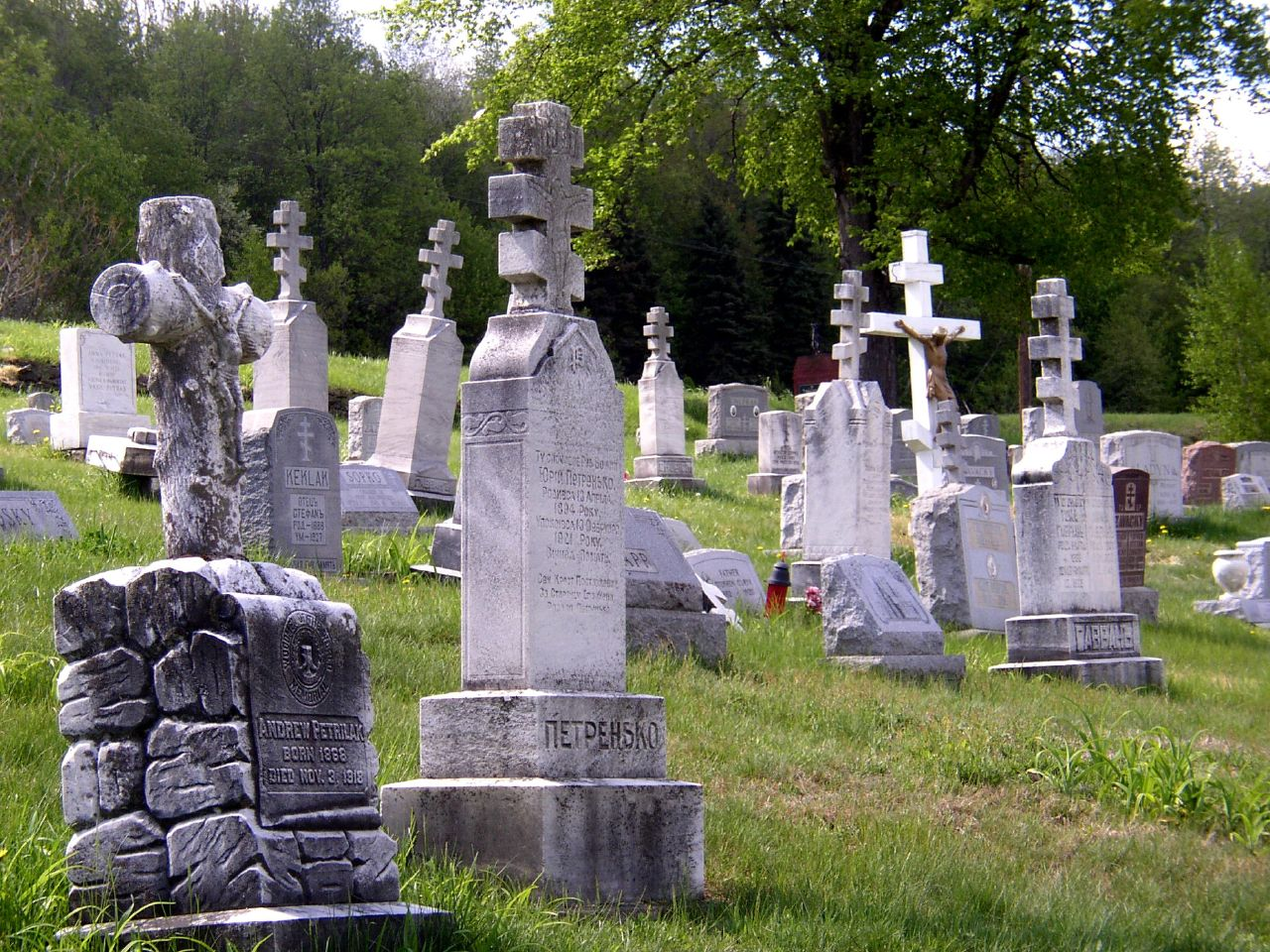
Un cementerio católico oriental en el noreste de Pensilvania, donde muchos católicos orientales se establecieron en el y a principios de

Según el Concilio Vaticano II en el documento Constitución dogmática sobre la Iglesia se lee: 

De acuerdo con la Divina Providencia que ha venido sobre las varias iglesias fundadas por los apóstoles y sus sucesores en varios lugares, éstas durante el transcurso del tiempo han formado comuniones fortalecidas por un vínculo orgánico. Aunque la unidad de la fe y la unidad de la divinamente establecida Iglesia Universal permanece intacta, esas comuniones tienen sus propias formas, sus propios ritos litúrgicos, y sus propias herencias teológicas y espirituales... Esa diversidad de iglesias locales dirigidas en una maravillosa unidad, prueba la catolicidad de la unidad de la iglesia.

Las Iglesias orientales católicas son atendidas por el papa a través de la Congregación para las Iglesias Orientales (o Congregatio pro Ecclesiis Orientalibus en latín). Ésta fue creada en 1862 por el papa Pío IX, inicialmente como parte de la Congregación para la Propagación de la Fe, que supervisaba la actividad misionera, aunque se convirtió en congregación independiente en 1917.
La división entre las Iglesias de Oriente y Occidente dio lugar a la existencia de comunidades de ritos orientales que se mantuvieron o entraron en plena comunión con la Santa Sede, conservando su liturgia y sus tradiciones. Algunas, al parecer, nunca han estado en cisma con el obispo de Roma (como la maronita y la ítalo-albanesa) y otras han surgido de divisiones de las Iglesias ortodoxas o de las antiguas Iglesias nacionales de Oriente. Más recientemente otras Iglesias fueron creadas por subdivisión de otras ya existentes.
Regularmente constituyen minorías en países donde su contraparte ortodoxa predomina (como en Grecia, Serbia, Bulgaria, Rumania, Rusia y Armenia), otras son minorías junto con sus contrapartes ortodoxas en países donde predomina otra religión (melquitas en Siria, caldeos en Irak, etc.) y otras no tienen contraparte cismática con Roma (maronitas e ítalo-albaneses), también debido a la migración muchos católicos orientales viven hoy en países occidentales (Australia, Canadá, Estados Unidos, Argentina, Francia, etc.).
Son consideradas Iglesias sui iuris y están en un plano de igualdad con el rito latino, como afirmó el Concilio Vaticano II a través del documento Orientalium Ecclesiarum. Los fieles de estas Iglesias están fuera de las jurisdicciones de los obispos latinos, excepto en los casos donde no tengan una jurisdicción propia. De la misma manera los católicos latinos están fuera de las jurisdicciones de los obispos orientales, excepto en Eritrea, país donde no existe jerarquía latina, en las eparquías del norte de Etiopía, en las diócesis siro-malabares fuera del estado de Kerala en la India y en algunas parroquias de las eparquías ítalo albanesas bizantinas de Italia.
La organización eclesial de las Iglesias orientales católicas está regulada por el Código de los Cánones de las Iglesias Orientales, que fue promulgado por el papa Juan Pablo II el 18 de octubre de 1990, y entró en vigor el 1 de octubre de 1991.
En el siglo pasado existió una comunidad católica bizantina georgiana en Turquía y Georgia, pero desapareció completamente y nunca fue incluida en la lista oficial de ritos orientales publicada en el Anuario Pontificio.
La Santa Sede ha erigido también seis ordinariatos para los fieles de rito oriental desprovistos de un ordinario de su propio rito que se encargan de la atención espiritual de católicos orientales de ritos sin jerarquía organizada en España, Argentina, Francia, Austria, Polonia y Brasil, dependiendo de los arzobispos latinos de Madrid, Buenos Aires, París, Viena, Varsovia, Río de Janeiro.

## Clasificación

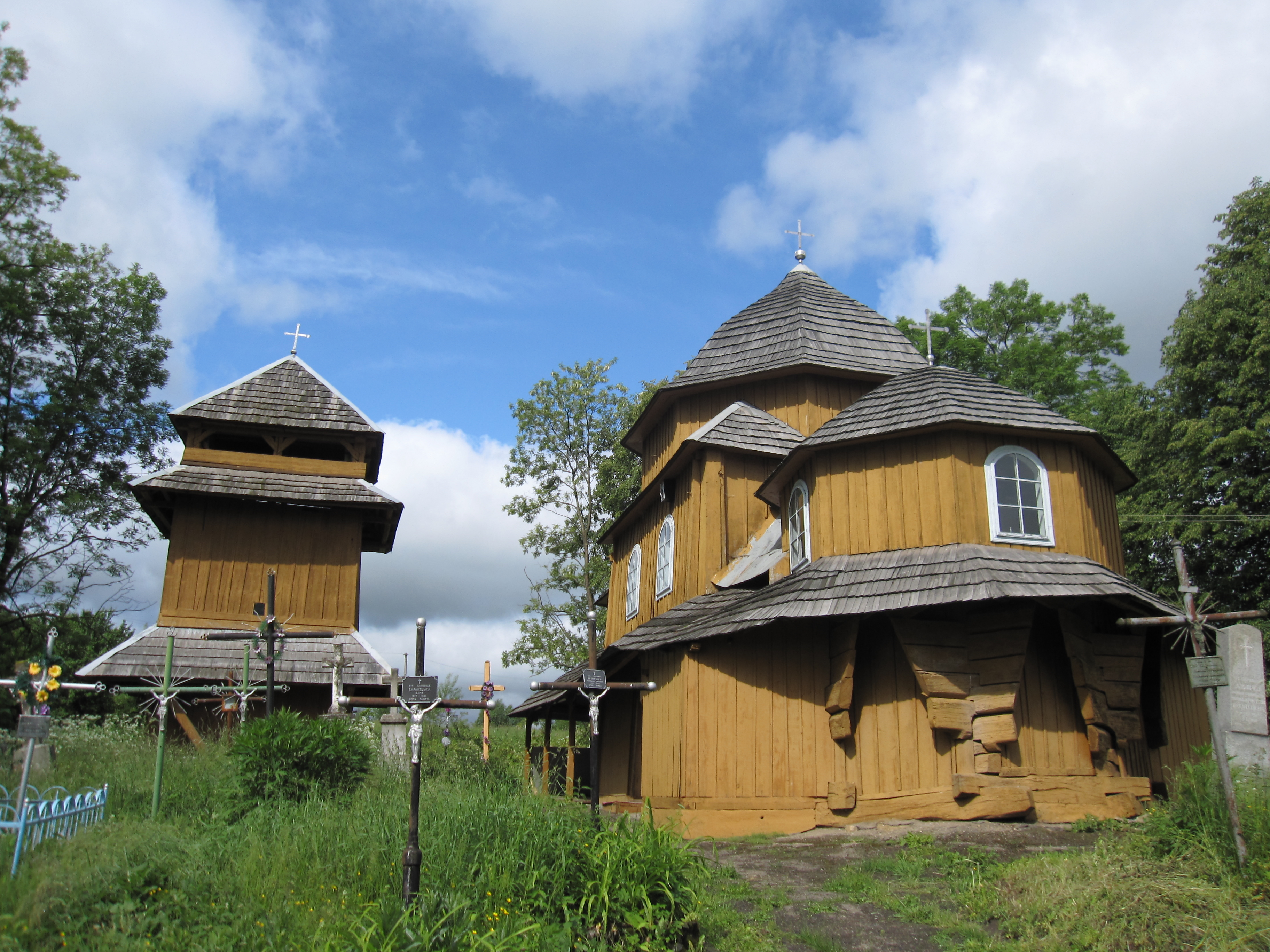
Pequeña iglesia católica griega de madera y campanario, en la aldea de Seléts, raión de Drohóbych (Ucrania), del, en el estilo arquitectónico típico de la región.

Países con jurisdicciones de las Iglesias católicas orientales (rojo: rito bizantino, verde: rito alejandrino, amarillo: otros ritos orientales)

Según el Código de los Cánones de las Iglesias Orientales éstas se agrupan en cuatro categorías: Iglesias patriarcales, Iglesias archiepiscopales mayores, Iglesias metropolitanas sui iuris y otras Iglesias orientales sui iuris.

### Iglesias patriarcales
De acuerdo al Código de Cánones de las Iglesias católicas orientales, la erección, restauración, modificación y supresión de una Iglesia patriarcal es derecho exclusivo del papa (c. 57-1), quien es el único que puede modificar legítimamente el título de la sede concedida o reconocida por él a ese patriarcado (c. 57-2), y conserva en todo momento el ejercicio de la plena autoridad sobre toda la Iglesia (c. 43). El patriarca no puede transferir su sede a otra ciudad sin el consentimiento del Sínodo Patriarcal y del papa (c. 57-3), quien define y modifica el territorio propio de una Iglesia patriarcal (c. 146-2). El patriarca es un obispo que ejerce diversos poderes sobre todos los fieles de la Iglesia particular que él preside (c. 56), cuyo título es personal e indelegable (c. 78-1). Junto con el Sínodo Patriarcal, ejerce plenamente su poder sólo dentro de los límites del territorio propio de la Iglesia que preside (c. 78-2), pero en lo relativo a las leyes litúrgicas de su propio rito, y en otras materias aprobadas por el papa, su poder es ejercido sobre los fieles y clérigos de su Iglesia en todo el mundo (c. 78-2; 150-2).
El patriarca es elegido canónicamente por el Sínodo Patriarcal (c. 63) dentro del mes de la vacancia, o hasta los dos meses (c. 65-2), pero si luego de 15 días de reuniones no se logra su elección, corresponde al papa hacerlo (c. 72-2). El Sínodo es convocado por el administrador de la Iglesia patriarcal, que es el obispo curiado más antiguo (c.128-3). Si el elegido por el Sínodo acepta, es proclamado y entronizado inmediatamente, pero, si no es obispo, debe ser ordenado antes de la entronización (c. 75). El nuevo patriarca debe realizar una profesión de fe y una promesa de fidelidad (c. 76-1) y requerir la comunión eclesial del papa (c. 76-2), sin la cual, ejerce válidamente su oficio pero no puede convocar al Sínodo ni ordenar obispos (c. 77-1,2).
Con el consentimiento del Sínodo Patriarcal, y luego de consultar al papa, el patriarca puede dentro del territorio propio de su Iglesia, establecer provincias y eparquías, modificar sus límites, unirlas, dividirlas, suprimirlas, modificar su estatus jerárquico o transferir una sede eparquial (c. 85-1). Con el consentimiento del Sínodo Permanente puede erigir, modificar o suprimir exarcados dentro del territorio propio de la Iglesia (c. 85-3). Con el consentimiento del Sínodo Patriarcal puede nombrar obispos coadjutores y auxiliares (c. 85-2). En su propia eparquía, en monasterios exentos y en otros lugares del territorio propio de la Iglesia en donde ninguna eparquía ni exarcado está establecido, el patriarca tiene los mismos derechos y obligaciones que un obispo eparquial (c. 101). Con el consentimiento del papa, el patriarca puede enviar visitadores fuera del territorio propio para informarse de la situación de los fieles de su Iglesia (c. 148).
El Sínodo de obispos de una Iglesia patriarcal está constituido por todos los obispos válidos de la misma (c. 102-1), incluso los que tienen sede fuera de los límites propios de la Iglesia y los titulares, aunque su voto puede ser restringido (c. 102-2). El Sínodo Patriarcal es convocado y presidido por el patriarca (c. 103) y tiene competencia legislativa exclusiva dentro de su Iglesia (c. 110-1), es el superior tribunal de la misma (c. 110-2), elige al patriarca y a los obispos dentro de los límites propios de la Iglesia (c. 110-3), y propone al papa ternas de candidatos para los cargos de obispos eparquiales, coadjutores o auxiliares fuera del territorio propio (c. 149).
El patriarca debe tener en su sede una Curia Patriarcal, distinta de la de su propia eparquía, compuesta por el Sínodo Permanente, los obispos curiados, el tribunal ordinario de la Iglesia, (c. 114-1), el oficial financiero del patriarcado, el canciller patriarcal, la comisión litúrgica, y otras comisiones. Los miembros de la Curia Patriarcal son nombrados por el patriarca (c. 114-2). El Sínodo Permanente es presidido y convocado (c. 116-1) por el patriarca, al menos dos veces al año (c. 120), y se compone de 4 obispos designados por 5 años (c. 115-1), uno por el patriarca y los otros 3 por el Sínodo Patriarcal (c. 115-2), además de 4 suplentes designados de la misma manera (c. 115-3). Un patriarca puede nombrar un procurador ante la Santa Sede con el asentimiento del papa (c. 61). El patriarca, con el consentimiento de uno de los sínodos, debe convocar a una Asamblea Patriarcal al menos cada 5 años (c. 141), a la cual pueden ser convocados obispos, clérigos y laicos para exponer sobre lo que se les consulte (c. 143).

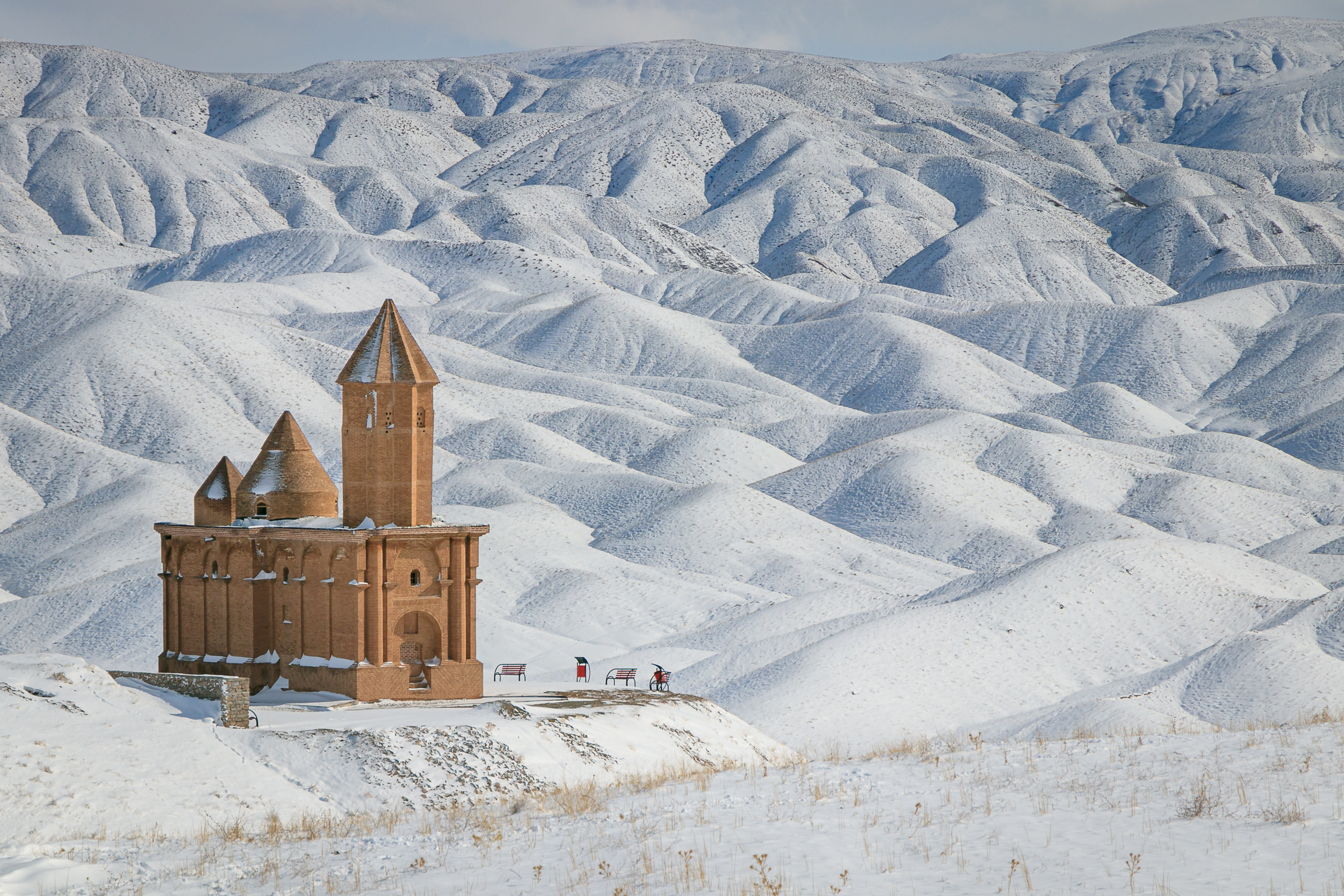
Vista invernal de la Iglesia de San Juan en Sohrol, una iglesia católica armenia del o en Sohrol, Shabestar, Irán.

Ellas son: 
- Iglesia católica armenia
- Iglesia católica caldea
- Iglesia católica copta
- Iglesia católica siria
- Iglesia católica maronita
- Iglesia greco-melquita católica

### Iglesias archiepiscopales mayores
Una Iglesia archiepiscopal mayor es presidida por un obispo con el título de arzobispo mayor o archieparca mayor (c. 151). Tiene las mismas prerrogativas que una Iglesia patriarcal (c. 152), excepto que difiere en cuanto a que una vez elegido por el Sínodo, el candidato a archieparca mayor, si acepta su elección, debe pedir al Papa su confirmación (c. 153-2). Solo después de ser confirmada la elección por el papa, el candidato podrá realizar la profesión de fe y promesa de fidelidad ante el Sínodo, ser proclamado y entronizado, si es ya obispo, u ordenado antes de la entronización, si no lo es (c. 153-3). Si el papa deniega la confirmación, entonces otra elección debe ser realizada (c. 153-4).
Ellas son:
- Iglesia católica siro-malabar
- Iglesia católica siro-malankar
- Iglesia greco-católica ucraniana
- Iglesia greco-católica rumana

### Iglesias metropolitanassui iuris
Una Iglesia metropolitana sui iuris es presidida por un arzobispo metropolitano nombrado por el papa y asistido por un Consejo de Jerarcas (c. 155-1) compuesto por todos los obispos del metropolitanato (c. 164-1). Corresponde al papa erigir, modificar, suprimir o definir los límites territoriales de una Iglesia metropolitana sui iuris (c. 155-2), solo dentro de los cuales el metropolitano y el Consejo de Jerarcas ejercen su función (c. 157-2). El nuevo metropolitano elegido debe pedir al papa el palio hasta tres meses después de su ordenación como obispo, o de su entronización si ya lo es (c. 156-1). Mientras no reciba el palio, no puede convocar al Consejo de Jerarcas, ni ordenar obispos (c. 156-2). El metropolitano sui iuris posee un poder personal sobre la Iglesia que preside, que no puede delegar en un vicario (c. 157-1).
El Consejo de Jerarcas, que debe reunirse al menos una vez al año (c. 170), elabora listas secretas de al menos tres candidatos, que eleva al papa para el nombramiento del metropolitano sui iuris y de los obispos de la Iglesia metropolitana sui iuris (c. 168). El metropolitano tiene el derecho a ordenar y entronizar obispos (c. 159-1), convocar al Consejo de Jerarcas (c. 159-2) y erigir un tribunal metropolitano (c. 159-3). Durante la vacancia de la sede del metropolitano sui iuris, el obispo eparquial más antiguo ejerce como administrador de la Iglesia metropolitana sui iuris (c. 173-1).
Son:
- Iglesia católica bizantina rutena
- Iglesia greco-católica eslovaca
- Iglesia greco-católica húngara
- Iglesia católica etiópica
- Iglesia católica eritrea

### Otras Iglesias orientalessui iuris

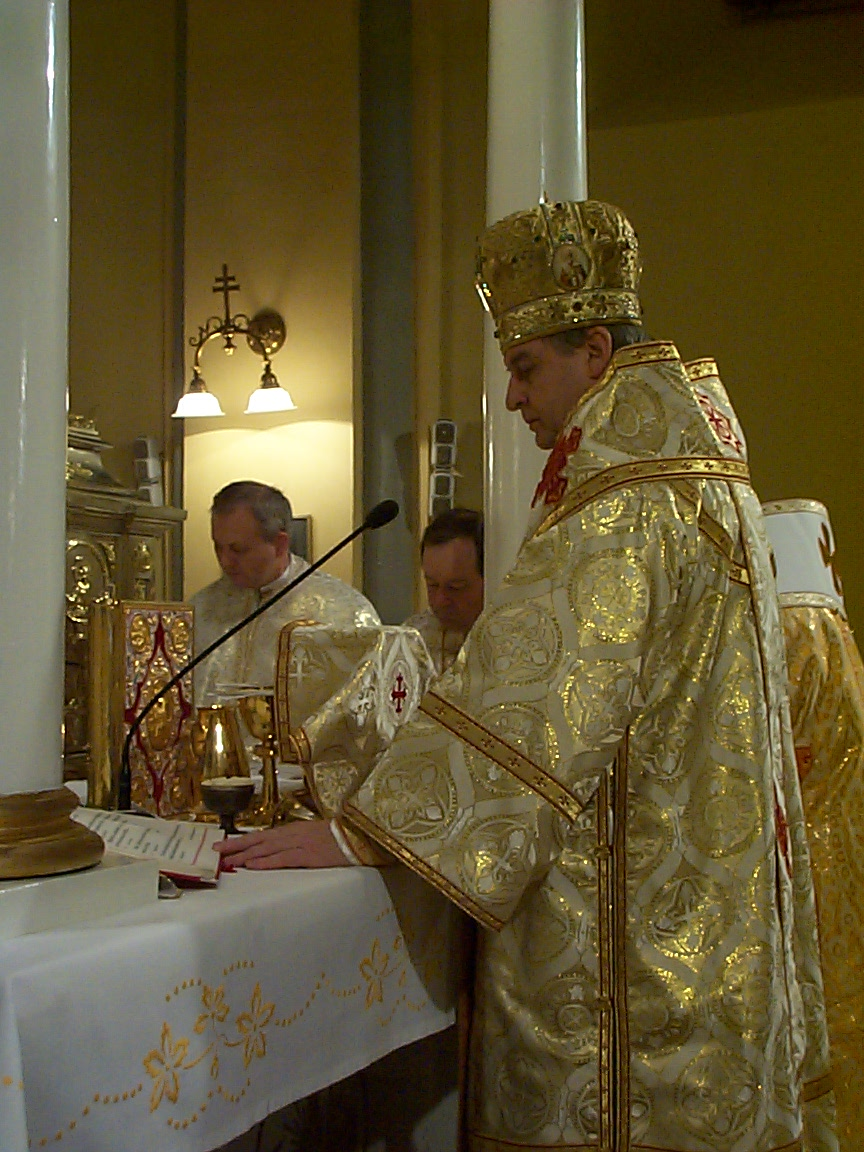
Un obispo celebra la liturgia en la Iglesia católica griega en Prešov, el este de Eslovaquia. Otro obispo representa a su vez a la derecha (omoforio blanco visible), y dos sacerdotes casados de pie a un lado (frente a la cámara).

Se pueden agrupar en dos tipos:

#### Iglesias con jerarquía propia
Las Iglesias sui iuris que no son patriarcales, archiepiscopales mayores ni metropolitanas, son presididas por un jerarca de acuerdo a leyes determinadas por el papa (c. 174). Esas Iglesias dependen directamente de la Santa Sede, aunque el jerarca puede ejercer diversos derechos como delegado del papa (c. 175).
Son Iglesias sin sínodo ni concilio de obispos ya que tienen una o dos diócesis; sus jerarquías son elegidas por el obispo de Roma.
Ellas son:
- Iglesia católica bizantina búlgara
- Iglesia católica bizantina griega
- Iglesia católica bizantina ítalo albanesa
- Iglesia bizantina católica de Croacia y Serbia
- Iglesia greco-católica macedonia

#### Iglesias sin jerarquía propia
Son iglesias que tras finalizar la era comunista en sus países no se les ha nombrado todavía un obispo propio.
Ellas son:
- Iglesia católica bizantina rusa
- Iglesia greco-católica bielorrusa

En el caso de la Iglesia católica bizantina rusa, los dos exarcados apostólicos existentes en Rusia y China antes de las revoluciones marxistas en esos países no han sido aún reactivados por la Santa Sede, dependiendo los fieles en Rusia de un obispo de rito latino que ejerce como ordinario. En China los fieles católicos bizantinos de origen ruso han sido expulsados a Rusia o emigraron a países occidentales en donde dependen de obispos latinos.
La Iglesia greco-católica bielorrusa es la más desarrollada de las tres pero, debido a las diferencias con el Patriarcado Ortodoxo de Moscú, la Santa Sede no le ha nombrado aún jerarquía, dependiendo sus fieles y parroquias directamente de la Congregación para la Iglesia Oriental mediante dos visitadores apostólicos, uno en Bielorrusia, y otro en Londres para los emigrados.
La Iglesia católica bizantina albanesa fue reactivada por la Santa Sede dentro de la administración apostólica de Albania Meridional que, a pesar de que fue catalogada como de rito oriental, tiene un obispo latino y la mayoría de sus escasos fieles son también de este rito. Por esta razón a partir del Anuario Pontificio 2020 la Iglesia católica bizantina albanesa ya no fue listada como Iglesia particular sui iuris.

## Iglesias particularessui iuriscatólicas orientales

### Tradición litúrgica bizantina
- Iglesia greco-católica melquita (Iglesia patriarcal)
- Iglesia greco-católica ucraniana (Iglesia archiepiscopal mayor)
- Iglesia greco-católica rumana (Iglesia archiepiscopal mayor)
- Iglesia greco-católica eslovaca (Iglesia metropolitana)
- Iglesia greco-católica húngara (Iglesia metropolitana)
- Iglesia católica bizantina rutena (Iglesia metropolitana)
- Iglesia católica bizantina en Italia (eparquías con jerarquía propia)
- Iglesia católica bizantina de Croacia y Serbia (eparquías con jerarquía propia)
- Iglesia greco-católica macedonia (eparquía con jerarquía propia)
- Iglesia católica bizantina búlgara (eparquía con jerarquía propia)
- Iglesia católica bizantina griega (exarcados apostólicos con jerarquía propia)
- Iglesia greco-católica bielorrusa (administración apostólica con jerarquía propia)
- Iglesia greco-católica rusa (exarcados apostólicos sin jerarquía propia)
- Iglesia católica bizantina en Kazajistán y Asia Central (administración apostólica sin jerarquía propia)
- Iglesia católica bizantina albanesa (administración apostólica hasta 2020)

### Tradición litúrgica alejandrina
Rito litúrgico copto:
- Iglesia católica copta (Iglesia patriarcal)

Rito litúrgico ge'ez:
- Iglesia católica etiópica (Iglesia metropolitana)
- Iglesia católica eritrea (Iglesia metropolitana)[1]

### Tradición litúrgica de Antioquía o siria occidental
- Iglesia católica maronita (Iglesia patriarcal)
- Iglesia católica siria (Iglesia patriarcal)
- Iglesia católica siro-malankar (Iglesia archiepiscopal mayor)

### Tradición litúrgica armenia
- Iglesia católica armenia (Iglesia patriarcal)

### Tradición litúrgica caldea o siria oriental
- Iglesia católica caldea (Iglesia patriarcal)
- Iglesia católica siro-malabar (Iglesia archiepiscopal mayor)

## Primadosactuales de las iglesias católicas orientales
- Iglesia católica armenia
  - Rafael Pedro XXI Minassian
- Iglesia católica caldea
  - Luis Rafael I Sako
- Iglesia católica copta
  - Abraham Isaac Sidrak
- Iglesia católica siríaca
  - Ignacio José III Younan
- Iglesia católica maronita
  - Bechara Pedro Rai
- Iglesia greco-melquita católica
  - José I Absi
- Iglesia católica siro-malabar
  - Raphael Thattil
- Iglesia católica siro-malankar
  - Baselios Cleemis
- Iglesia greco-católica ucraniana
  - Sviatoslav Shevchuk
- Iglesia greco-católica rumana
  - Lucian Mureșan
- Iglesia católica bizantina rutena
  - Archieparca metropolitano de Pittsburgh Estados Unidos: William Charles Skurla, la eparquía de Mukácheve con sede en Úzhgorod en Ucrania: Nil Jurij Luščak, el exarcado apostólico para los católicos de rito bizantino de la República Checa: Ladislav Hučko
- Iglesia greco-católica eslovaca
  - Jonáš Maxim
- Iglesia greco-católica húngara
  - Peter Fülöp Kocsis
- Iglesia católica etiópica
  - Berhaneyesus Demerew Souraphiel
- Iglesia católica eritrea
  - Menghesteab Tesfamariam
- Iglesia católica bizantina búlgara
  - Jristo Proikov
- Iglesia católica bizantina griega
  - Manuel Nin
- Iglesia católica bizantina en Italia
  - Giovanni Peragine, B.
- Iglesia bizantina católica de Croacia y Serbia
  - Nikola Kekić y Djura Džudžar
- Iglesia greco-católica macedonia
  - Kiro Stojanov

## Estadísticas 1990-2013
Los siguientes cuadros estadísticos están basados en los datos del Annuario Pontificio 2013.

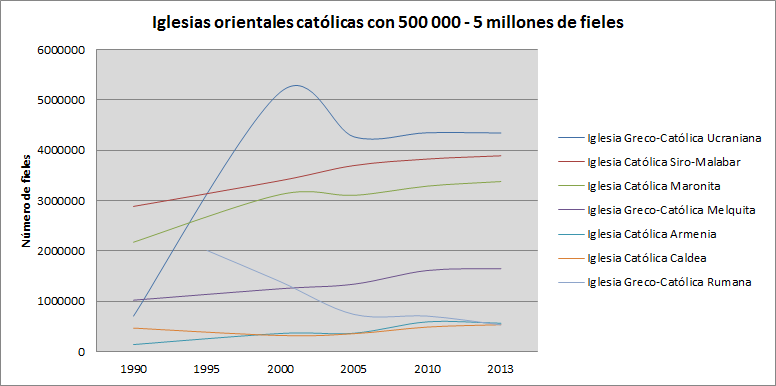
Iglesias orientales católicas con 500 000-5 000 000 de fieles al 2013
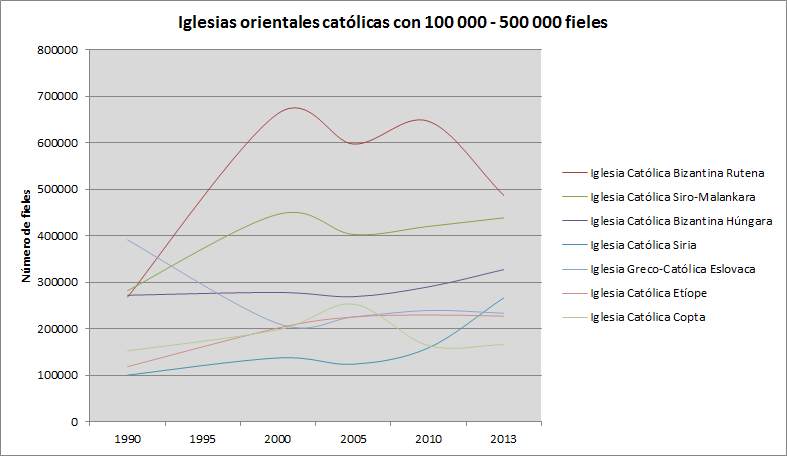
Iglesias orientales católicas con 100 000-500 000 fieles al 2013
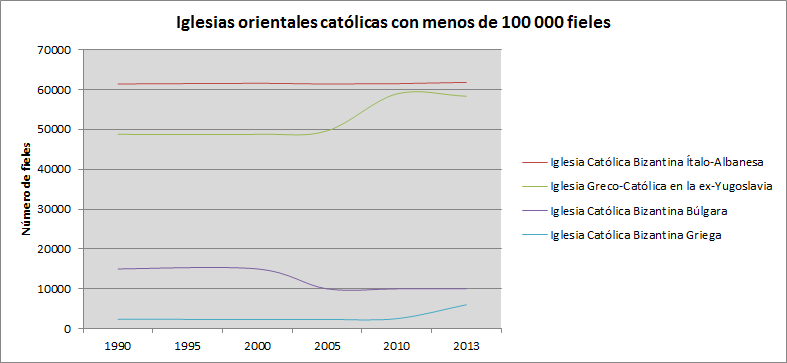
Iglesias orientales católicas con menos de 100 000 fieles al 2013
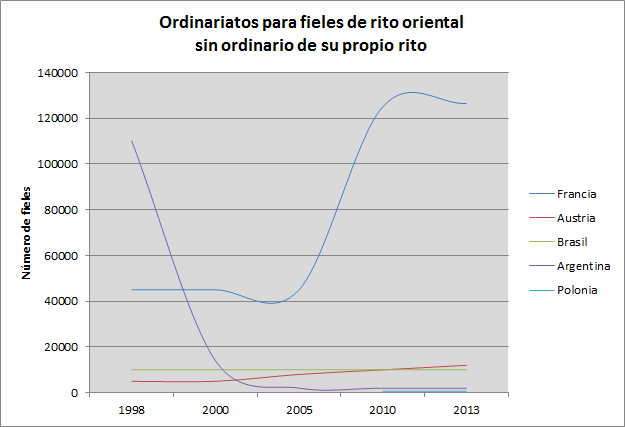
Ordinariatos para fieles de rito oriental sin ordinario de su propio rito